# Вукељићи (Фојница)
Вукељићи је насељено место у Босни и Херцеговини у општини Фојница. Административно припада Федерацији Босне и Херцеговине, односно њеном Средњобосанском кантону. Према попису становништва из 2013. у насељу је било 45 становника, а већинску популацију чинили су Бошњаци.

## Становништво
По последњем службеном попису становништва из 2013. године у овом насељу живело је 45 становника, а село је било етнички хомогено са већинском бошњачком популацијом.
| Националност | 2013. | 1991.       | 1981.        | 1971.        |
| Бошњаци      | —     | 84 (97,67%) | 108 (100,0%) | 118 (100,0%) |
| остали       | —     | 2 (2,33%)   | (%)          | (%)          |
| Укупно       | 45    | 86          | 108          | 118          |